# アレクサンドラ・ラジック
アレクサンドラ・ラジック（Alexandra Lazić、1994年9月24日 - ）は、スウェーデンの女子バレーボール選手。スウェーデン代表。

## 来歴

### クラブチーム
Lenhovda出身。双子の妹とともにバレーボール競技をはじめ、2010年、RIG Falköpingへ入団しバレーボール選手としてのキャリアをスタートさせる。2012年、フランスリーグの強豪RCカンヌへ移籍。2012/13～2014/15シーズンのフランスリーグAで優勝を、フランスカップでは3度の優勝を果たした。2016/17シーズンはフランスリーグのLe Cannet Volley Ballでプレーし、自身はベストアウトサイドヒッター賞を受賞した。2017/18シーズンはスイスリーグのヴォレロ・チューリッヒでプレーしリーグとスイスカップ制覇を果たし、世界クラブ選手権にも出場した。2019/20シーズンはドイツブンデスリーガの強豪アリアンツ MTV シュトゥットガルトへ移籍し1シーズンプレーした。2020/21シーズンはポーランドプラスリーガのKSディヴェロプレス・ジェシュフへ入団し、リーグ準優勝となった。2022/23シーズンはイタリアセリエA1のWealth Planet Perugia Volleyでプレーした。2023/24シーズンはセリエA1のイル・ビゾンテ・フィレンツェと契約した。

### 代表チーム
2015年、スウェーデン代表に初選出される。2018年、シルバーリーグで優勝した。2021年、欧州選手権では8位となった。2022年、ヨーロッパシルバーリーグで優勝し、大会MVPを受賞した。

## 球歴
- 欧州選手権 - 2021年

## 受賞歴
- 2017年 - 2016/17フランスリーグA ベストアウトサイドヒッター賞
- 2022年 - シルバーリーグ MVP

## 所属クラブ
- RIG Falköping（2010-2012年）
- RCカンヌ（2012-2016年）
- Le Cannet VB（2016-2017年）
- ヴォレロ・チューリッヒ（2017-2018年）
- ニルフェル・ベレディイェスポル（2018-2019年）
- アリアンツ MTV シュトゥットガルト（2019-2020年）
- KSディヴェロプレス・ジェシュフ（2020-2021年）
- Radomka Radom（2021-2022年）
- Wealth Planet Perugia Volley（2022-2023年）
- イル・ビゾンテ・フィレンツェ（2023-2024年）
- クーネオ・グランダ・バレー（2024年-）